# Flora Sanabra i Villarroya
Flora Sanabra i Villarroya (Valls, Alt Camp, 31 de maig de 1945) és una política catalana nascuda a Valls i instal·lada de ben jove a Igualada. Militant de Convergència Democràtica de Catalunya, fou diputada de CiU al Parlament de Catalunya per la província de Barcelona a les eleccions al Parlament de Catalunya de 1984, 1988, 1992, 1995 i 1999. Fou secretària tercera de la Mesa del Parlament entre 1984 i el 16 de juny de 1993 i després Portaveu de CiU a la Comissió de Política Cultural. Va ser ponent de dues lleis, la Llei d'Arxius i la Llei de Biblioteques.
Era directora i mestra d'escola abans d'entrar en política. Fou mestra de pàrvuls a Salomó (Tarragonès) el 1966-1967 i l'any 1967-72 a la Joncosa del Montmell quan s'inaugurà l'escola. Ha estat directora de les escoles públiques Riera, de Reus (1965-1966), i Joan Maragall, de Vilanova del Camí (1972-78). També ha estat vocal de l'assemblea local del Congrés de Cultura Catalana. Dins de l'Administració de l'Estat ha estat directora de Treball (1995-1996), sotsdirectora general de Formació Professional (1996-1998), directora de l'Institut de Seguretat i Higiene en el Treball (1998-1999) i consellera laboral a l'ambaixada espanyola als Estats Units (1999).
Va ser regidora de cultura de l'ajuntament d'Igualada i l'any 2003 fou cap de llista de CiU a Igualada, obtenint 6 regidors que van ser insuficients per guanyar a l'alcalde Jordi Aymamí. Ha estat consellera nacional de CDC per la comarca de l'Anoia.
El 1999 va rebre el premi Gumersind Bisbal i Gutsems. Actualment jubilada, és secretària de l'Associació d'Antics Diputats del Parlament.
El seu fill, Antoni Castells i Sanabra, va ser candidat al Parlament de Catalunya l'any 2010 per Solidaritat Catalana per la Independència.